# 折原一也
折原 一也（おりはら かずや、1979年 - ）は、オーディオ＆ビジュアルを中心としたフリーライター、AV機器評論家。
映像と音について専門的に執筆活動を行っている。

## 人物
- PC系出版社の編集をしていた過去がある。
- 主にPC環境周り、映像や音などガジェットに強い。
- 日本のみならず海外の最新情報をも網羅するAV周辺機器の評論家。
- 2009年より、家電量販店などと競合し”絶対買い”の品物を選出するVGP（ビジュアルグランプリ）で審査員を務める。

## 著書
- 『プレミアムヘッドホンガイドマガジン』（音元出版）
- 『AVレビュー(AV REVIEW) 』（音元出版）

## 共著
- 『PCオーディオ ビギナーズガイド 』（マイナビ出版 2013年12月20日）

## 連載
- 日経クロストレンド　『買いか待ちか　the Judge』
- 価格.com　マガジン　AV家電レビュー
- Real sound コラム
- 360 LiFE 『MONOQLO 編集部』『家電批評編集部』

## メディア出演
- マツコ&有吉　かりそめ天国、写真出演